# National League (hockey su ghiaccio)
La National League, già nota fino al 2007 come Lega Nazionale A e dal 2007 al 2017 come National League A, è la massima divisione del campionato svizzero maschile di hockey su ghiaccio.

## Storia
Il primo torneo di hockey in Svizzera risale al 1908, quando la Lega Svizzera di Hockey su Ghiaccio organizzò per la prima volta il Campionato Internazionale (perché aperto ai giocatori stranieri). In totale furono giocate 26 edizioni di questo torneo (sino al 1937), mentre parallelamente (dal 1915 al 1933) si disputava il Campionato Nazionale. Nel 1937 si decise di fondare la Lega Nazionale e di istituire un unico campionato.

## Formula

### Regular Season
La Regular Season ha una durata di 52 partite. Ogni squadra gioca 2 doppi turni di 22 partite contro le altre squadre, e sei partite (3 di andata e 3 di ritorno) contro tre squadre scelte in base alla posizione geografica (nel caso in cui una squadra di LNB venga promossa in LNA, nella stagione successiva alla promozione essa giocherà queste sei partite prendendo il posto della squadra retrocessa in LNB indipendentemente dalla posizione geografica).
I punti vengono così conteggiati:

- Vittoria nei tempi regolamentari: 3 punti

- Vittoria nei tempi supplementari/rigori: 2 punti

- Sconfitta nei tempi supplementari/rigori: 1 punto

- Sconfitta nei tempi regolamentari: 0 punti

Le partite non possono quindi terminare in parità (se il risultato è di parità dopo i tempi regolamentari, si giocherà un tempo supplementare di 5 minuti in 3 contro 3. Se questo non fosse sufficiente per stabilire un vincitore, si passerà a 5 rigori per squadra).
Al termine della regular season le prime 6 squadre partecipano ai play-off, le squadre classificate tra il 7º e il 10º posto si giocano l'accesso ai playoff in una miniserie "best of 3", mentre le ultime 2 classificate competono per evitare la retrocessione (playout).

### Pre-Playoff
Le squadre classificate dal 7º al 10º posto si giocano l'accesso ai playoff in una miniserie "best of 3", in cui gli accoppiamenti seguono lo stesso criterio dei playoff. Le due squadre vincitrici affrontano rispettivamente la 1ª e la 2ª classificata sempre in base al loro piazzamento.

### Playoff
La squadra campione si determina, all'interno della prima categoria, secondo il principio del playoff: alla fine del campionato le prime sei squadre della classifica e le due vincitrici della miniserie pre-playoff giocano al meglio delle sette partite, secondo un ordine che affaccia la 4ª classificata alla 5ª, la 3° alla 6ª, e via dicendo (Le prime due affrontano secondo il piazzamento una delle vincitrici de pre-playoff. Le vincitrici si affrontano nelle semifinali riordinandole secondo i punti in classifica: 1° contro 4° e 2° contro 3°. Le vincitrici si affrontano in finale. Per una sola volta, durante la stagione 2006-07, le prime tre classificate della regular season hanno avuto il diritto di scegliere la squadra da affrontare al primo turno dei play-off. Le scelte hanno comunque rispettato l'ordine naturale.

### Playout
Le ultime due classificate (13° e 14°), devono giocare una normale serie "best of 7", per cui la prima compagine che arriva a quattro vittorie è salva. Coloro che invece vengono sconfitti devono cercare di mantenere la loro posizione in NLA scontrandosi contro la squadra campione della National League B, la quale, vincendo la sfida al meglio dei 7, avrà la possibilità di promozione. Le classificate all'11º e 12º posto, finita la Regular Season, terminano la stagione con effetto immediato con la certezza della salvezza.

### La Swiss League
Il campionato della serie cadetta funziona esattamente nello stesso modo, con la stessa distribuzione di squadre tra play-off. La prima classificata affronta l'ultima della prima serie, la serie cadetta è una lega chiusa quindi non vi sono play-out ma solo i play-off e non vi sono retrocessioni a meno che la squadra non vada in fallimento.

## Trofeo

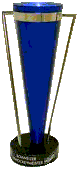
Trofeo vecchio

Il vecchio trofeo era soprannominato ironicamente portaombrelli per la sua forma.

## Squadre 2025-2026
| Squadra                | Città           | Pista                        | Capienza |
| ---------------------- | --------------- | ---------------------------- | -------- |
| Ajoie                  | Porrentruy      | Raiffeisen Arena             | 5 178    |
| Ambrì-Piotta           | Quinto          | Gottardo Arena               | 6 775    |
| Berna                  | Berna           | PostFinance Arena            | 17 031   |
| Bienne                 | Bienne          | Tissot Arena                 | 6 408    |
| Davos                  | Davos           | Eisstadion Davos             | 6 547    |
| Friburgo-Gottéron      | Friborgo        | BCF Arena                    | 9 047    |
| Ginevra-Servette       | Ginevra         | Patinoire des Vernets        | 7 135    |
| Kloten Flyers          | Kloten          | Stimo Arena                  | 7 624    |
| Langnau Tigers         | Langnau         | Ilfishalle                   | 6 050    |
| Losanna                | Losanna         | Vaudoise Aréna               | 9 600    |
| Lugano                 | Lugano          | Cornèr Arena                 | 6 733    |
| Rapperswil-Jona Lakers | Rapperswil-Jona | St.Galler Kantonalbank Arena | 6 100    |
| Zugo                   | Zugo            | Bossard Arena                | 7 200    |
| ZSC Lions              | Zurigo          | Swiss Life Arena             | 12 000   |

## Albo d'oro

### Campionato Nazionale
- 1908-09:  Bellerive Vevey
- 1909-10:  La Villa Ouchy
- 1910-11:  CP Lausanne
- 1911-12:  Les Avants
- 1912-13:  Les Avants (2)
- 1913-14: Non disputato
- 1914-15: Non disputato
- 1915-16:  HC Bern
- 1916-17:  HC Bern (2)
- 1917-18:  HC Bern (3)
- 1918-19:  Bellerive Vevey (2)
- 1919-20:  Bellerive Vevey (3)
- 1920-21:  Rosey-Gstaad
- 1921-22:  St. Moritz
- 1922-23:  St. Moritz (2)
- 1923-24:  Rosey-Gstaad (2)
- 1924-25:  Rosey-Gstaad (3)
- 1925-26:  Davos
- 1926-27:  Davos (2)
- 1927-28:  St. Moritz (3)
- 1928-29:  Davos (3)
- 1929-30:  Davos (4)
- 1930-31:  Davos (5)
- 1931-32:  Davos (6)
- 1932-33:  Davos (7)
- 1933-34:  Davos (8)
- 1934-35:  Davos (9)
- 1935-36:  Zürcher SC
- 1936-37:  Davos (10)

### Campionato Internazionale
I titoli di questo campionato non contano come scudetti nazionali.
- 1915-16:  Akademischer EHC Zürich
- 1916-17:  Les Avants
- 1917-18:  Bellerive Vevey
- 1918-19:  Rosey-Gstaad
- 1919-20:  Rosey-Gstaad (2)
- 1920-21:  Rosey-Gstaad (3)
- 1921-22:  Château-d'Œx
- 1922-23:  St. Moritz
- 1923-24:  Château-d'Œx (2)
- 1924-25:  Rosey-Gstaad (4)
- 1925-26: Non disputato
- 1926-27:  Davos
- 1927-28:  Rosey-Gstaad (5)
- 1928-29:  Davos (2)
- 1929-30:  Davos (3)
- 1930-31:  Davos (4)
- 1931-32:  Davos (5)
- 1932-33:  Grasshopper Club

### Lega Nazionale A
- 1937-38:  Davos (11)
- 1938-39:  Davos (12)
- 1939-40: Non disputato
- 1940-41:  Davos (13)
- 1941-42:  Davos (14)
- 1942-43:  Davos (15)
- 1943-44:  Davos (16)
- 1944-45:  Davos (17)
- 1945-46:  Davos (18)
- 1946-47:  Davos (19)
- 1947-48:  Davos (20)
- 1948-49:  Zürcher SC (2)
- 1949-50:  Davos (21)
- 1950-51:  Arosa
- 1951-52:  Arosa (2)
- 1952-53:  Arosa (3)
- 1953-54:  Arosa (4)
- 1954-55:  Arosa (5)
- 1955-56:  Arosa (6)
- 1956-57:  Arosa (7)
- 1957-58:  Davos (22)
- 1958-59:  Berna
- 1959-60:  Davos (23)
- 1960-61:  Zürcher SC (3)
- 1961-62:  Visp
- 1962-63:  Villars
- 1963-64:  Villars (2)
- 1964-65:  Berna (2)
- 1965-66:  Grasshopper Zürich
- 1966-67:  Kloten
- 1967-68:  La Chaux-de-Fonds
- 1968-69:  La Chaux-de-Fonds (2)
- 1969-70:  La Chaux-de-Fonds (3)
- 1970-71:  La Chaux-de-Fonds (4)
- 1971-72:  La Chaux-de-Fonds (5)
- 1972-73:  La Chaux-de-Fonds (6)
- 1973-74:  Berna (3)
- 1974-75:  Berna (4)
- 1975-76:  Langnau
- 1976-77:  Berna (5)
- 1977-78:  Bienne
- 1978-79:  Berna (6)
- 1979-80:  Arosa (8)
- 1980-81:  Bienne (2)
- 1981-82:  Arosa (9)
- 1982-83:  Bienne (3)
- 1983-84:  Davos (24)
- 1984-85:  Davos (25)
- Introduzione Playoff
- 1985-86:  Lugano
- 1986-87:  Lugano (2)
- 1987-88:  Lugano (3)
- 1988-89:  Berna (7)
- 1989-90:  Lugano (4)
- 1990-91:  Berna (8)
- 1991-92:  Berna (9)
- 1992-93:  Kloten (2)
- 1993-94:  Kloten (3)
- 1994-95:  Kloten (4)
- 1995-96:  Kloten (5)
- 1996-97:  Berna (10)
- 1997-98:  Zugo
- 1998-99:  Lugano (5)
- 1999-00:  ZSC Lions (4)
- 2000-01:  ZSC Lions (5)
- 2001-02:  Davos (26)
- 2002-03:  Lugano (6)
- 2003-04:  Berna (11)
- 2004-05:  Davos (27)
- 2005-06:  Lugano (7)
- 2006-07:  Davos (28)

### National League A
- 2007-08:  ZSC Lions (6)
- 2008-09:  Davos (29)
- 2009-10:  Berna (12)
- 2010-11:  Davos (30)
- 2011-12:  ZSC Lions (7)
- 2012-13:  Berna (13)
- 2013-14:  ZSC Lions (8)
- 2014-15:  Davos (31)
- 2015-16:  Berna (14)
- 2016-17:  Berna (15)

### National League
- 2017-18:  ZSC Lions (9)
- 2018-19:  Berna (16)
- 2019-20: Nessun vincitore
- 2020-21:  Zugo (2)
- 2021-22:  Zugo (3)
- 2022-23:  Ginevra-Servette
- 2023-24:  ZSC Lions (10)
- 2024-25:  ZSC Lions (11)

### Classifica
| Club              | Titoli di Campione svizzero |
| ----------------- | --------------------------- |
| Davos             | 31                          |
| Berna             | 16                          |
| ZSC Lions         | 11                          |
| Arosa             | 9                           |
| Lugano            | 7                           |
| La Chaux-de-Fonds | 6                           |
| Kloten Flyers     | 5                           |
| Bienne            | 3                           |
| Zugo              | 3                           |
| Villars           | 2                           |
| GCK Lions         | 1                           |
| Langnau           | 1                           |
| Visp              | 1                           |
| Ginevra-Servette  | 1                           |

#### Classifica dell'era Playoff
| Club              | Campione | Finalista |
| ----------------- | -------- | --------- |
| Berna             | 10       | 4         |
| ZSC Lions         | 8        | 3         |
| Lugano            | 7        | 7         |
| Davos             | 6        | 4         |
| Kloten Flyers     | 4        | 5         |
| Zugo              | 3        | 4         |
| Ginevra-Servette  | 1        | 3         |
| Friburgo-Gottéron | 0        | 4         |
| Losanna           | 0        | 2         |
| Ambrì-Piotta      | 0        | 1         |
| Bienne            | 0        | 1         |